# انتخابات الرئاسة الأمريكية 1788–89
الانتخابات الرئاسية الأمريكية 1789 هي الانتخابات الرئاسية الأمريكية التي جرت في 1789، لانتخاب رئيس الولايات المتحدة، فاز بالانتخابات جورج واشنطن، حصل على 69 صوت.

## المرشحين
| المرشح      | الحزب                    | عدد الأصوات |
| ----------- | ------------------------ | ----------- |
| جورج واشنطن | سياسي مستقل              | 69          |
| جون آدامز   | الحزب الفيدرالي الأمريكي | 34          |
| جون جاي     | الحزب الفيدرالي الأمريكي | 9           |